# Meister der Rückseite des Verduner Altars

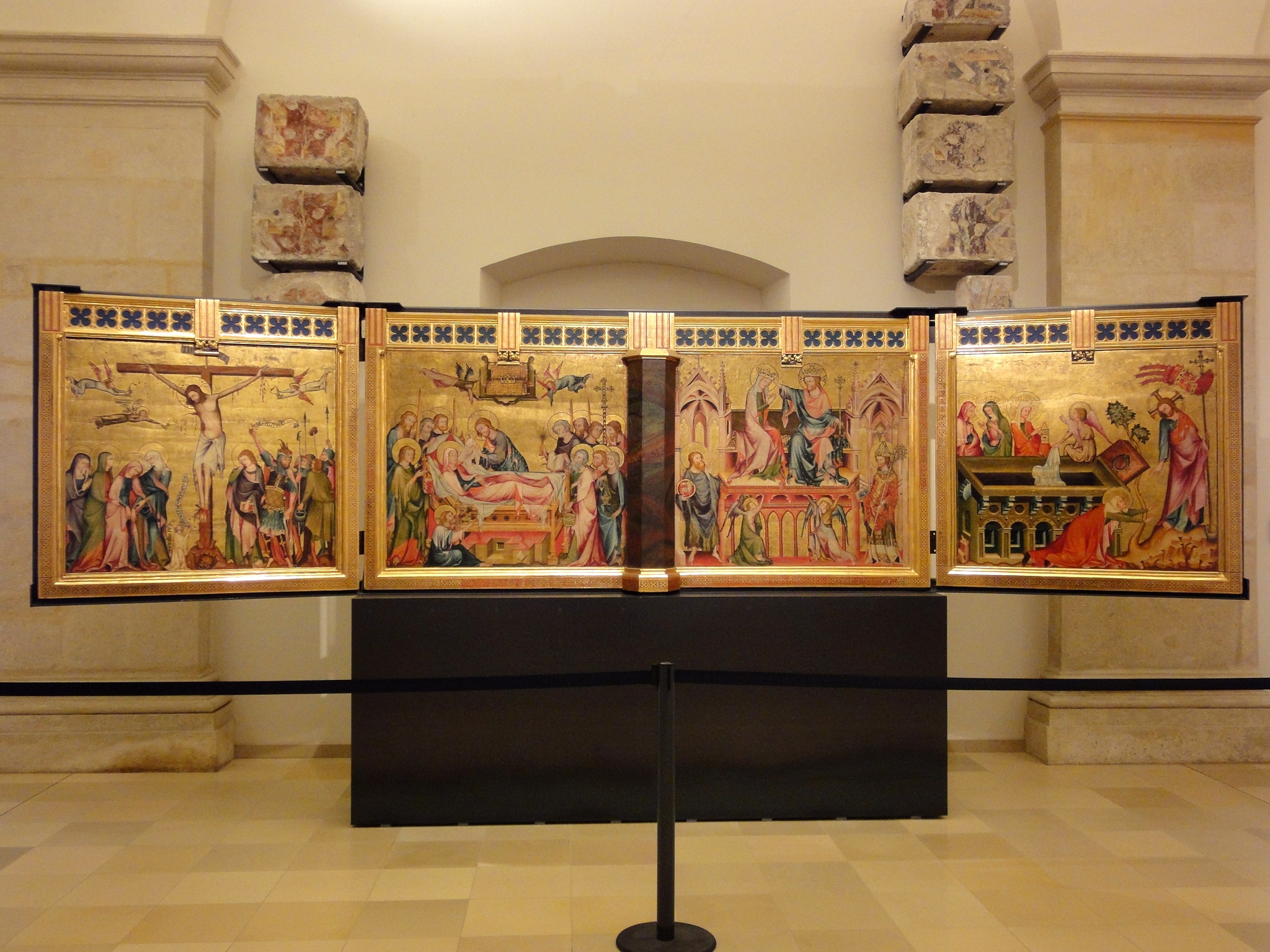
Meister der Rückseite des Verduner Altars: Rückseite des Verduner Altars, Stift Klosterneuburg, um 1330

Als Meister der Rückseite des Verduner Altars wird der namentlich nicht bekannte gotische Maler bezeichnet, der um 1331 die Bilder auf der Rückseite des Verduner Altars im österreichischen Stift Klosterneuburg geschaffen hat. Die vier Gemälde wurden 1331 nach einem Brand dem aus dem 12. Jahrhundert stammenden Emailwerk des Nikolaus von Verdun beim Umbau zu einem Flügelaltar als Rückseite hinzugefügt. Diese Bilder zählen zu den ältesten Werken der Tafelmalerei im mittleren Europa.

## Motive und Stil der Tafelbilder
Auf der Rückseite des Verduner Altars sind die Kreuzigung Christi und der Ostermorgen dargestellt, sowie der Tod Mariens und ihre himmlische Krönung. Die Bilder sind in der Komposition an byzantinische Malerei angelehnt. Es zeigen sich erste Einflüsse der neuen Richtung der italienischen Malerei, insbesondere der Malweise Giottos. Die Eleganz der Figuren lässt weitere Kenntnisse französischer und englischer Malerei des frühen 14. Jahrhunderts erkennen.

## Werke des Meisters der Rückseite des Verduner Altars
- Rückseite des Verduner Altars, Stift Klosterneuburg (um 1331)

Neben der Rückseite des Verduner Altars sind wohl fast keine weiteren Werke des Meisters dieser Bilder erhalten, es wird ihm folgendes weiteres Werk zugeschrieben: 
- Passionsaltar, Stiftsmuseum Stift Klosterneuburg (um 1340)